# Малатеста, Доменико Новелло
Доменико Малатеста (итал. Domenico Malatesta), в 1433 году принял имя Малатеста Новелло(Malatesta Novello; 5 августа 1418, Брешиа — 20 ноября 1465) — итальянский кондотьер, правитель Чезены из рода Малатеста. Сын Пандольфо III Малатеста и его любовницы Антонии Бариньяно.

## Биография
В 1429 году после смерти своего дяди Карло Малатеста в возрасте 11 лет стал правителем Чезены. Первое время делил власть с братьями. Старший из них, Галеотто Роберто, умер в 1432 году, со вторым, Сиджисмондо Пандольфо, договорились о разделе.
В 1433 году получил от императора Сигизмунда титул имперского рыцаря. После этого принял имя Малатеста Новелло. К тому времени его владения включали Чезену, Мельдолу, Сарсину, Ронкофреддо и Ривьеро ди Сестина. Также получил от своего брата Сижисмондо Пандольфо Червию, которую они завоевали вместе.
В 1434 году женился на 4-летней Виоланте да Монтефельтро, брак был реализован в 1442 году.
За время своего правления выполнил в Чезене много строительных программ. В 1452 году основал Малатестиану — первую в Европе публичную библиотеку.
Умер 20 ноября 1465 года после продолжительной болезни, не оставив наследников. Его владения, как выморочные, отошли папе.